# Helicops
Helicops – rodzaj węży z podrodziny ślimaczarzy (Dipsadinae) w rodzinie połozowatych (Colubridae).

## Zasięg występowania
Rodzaj obejmuje gatunki występujące w Kolumbii, Wenezueli, na Trynidadzie, w Gujanie, Surinamie, Gujanie Francuskiej, Brazylii, Ekwadorze, Peru, Boliwii, Paragwaju, Argentynie i Urugwaju.

## Systematyka

### Etymologia
- Helicops: gr. ἑλιξ helix, ἑλικος helikos „spirala, zwój, skręt, muszla ślimaka”[7]; ωψ ōps, ωπος ōpos „oblicze, wygląd”[7].
- Tachynectes: gr. ταχυς takhus „szybki”[8]; νηκτης nēktēs „pływak”, od νηχω nēkhō „pływać”[9]. Gatunek typowy: Homalopsis leopardina Schlegel, 1837.
- Uranops: gr. ουρανος ouranos „niebo”[10]; ωψ ōps, ωπος ōpos „oblicze, wygląd”[7]. Gatunek typowy: Coluber angulatus Linnaeus, 1758.
- Tachyplotus: gr. ταχυς takhus „szybki”; πλωτος plōtos „pływający, unoszący się na wodzie”, od πλωω plōō „płynąć”[4]. Gatunek typowy: Tachyplotus hedemanni Reinhardt, 1866 (= Helicops modestus Günther, 1861).

### Podział systematyczny
Do rodzaju należą następujące gatunki:
- Helicops acangussu Moraes-da-Silva, Walterman, Citeli, Sales-Nunes & Curcio, 2022
- Helicops angulatus (Linnaeus, 1758)
- Helicops apiaka Kawashita-Ribeiro, Ávila & Morais, 2013
- Helicops boitata Moares-da-Silva, Cecília Amaro, Sales-Nunes, Strüssmann, Teixeira, Andrade, Sudré, Recoder, Rodrigues & Curcio, 2019[11]
- Helicops carinicaudus (Wied-Neuwied, 1825)
- Helicops danieli Amaral, 1938
- Helicops gomesi Amaral, 1921
- Helicops hagmanni Roux, 1910
- Helicops infrataeniatus Jan, 1865
- Helicops leopardinus (Schlegel, 1837)
- Helicops modestus Günther, 1861
- Helicops nentur Costa, Santana, Leal, Koroiva & Garcia, 2016
- Helicops pastazae Shreve, 1934
- Helicops petersi Rossman, 1976
- Helicops phantasma Moraes Da Silva, Cecília Amaro, Sales-Nunes, Rodrigues & Curcio, 2021
- Helicops polylepis Günther, 1861
- Helicops scalaris Jan, 1865
- Helicops tapajonicus da Frota, 2005
- Helicops trivittatus (Gray, 1849)
- Helicops yacu Rossman & Dixon, 1975